# ВТТ № 11
ВТТ № 11 (рос. СТРОИТЕЛЬНО-ЭКСПЛУАТАЦИОННОЕ УПР. 11 И ИТЛ, Алданский ИТЛ 11, ИТЛ №11, СЭУ 11 и ИТЛ) — підрозділ, що діяв в системі виправно-трудових установ СРСР.

## Історія
ВТТ № 11 організовано 3 травня 1948. Управління ВТТ № 11 розташовувалося спочатку в селищі Алдан і пізніше в селищі Чульман, Якутська АРСР. Оперативне командуванні спочатку здійснювало Спеціальне головне управління рос. Главспеццветмет (СГУ) МВС СРСР, надалі був перепідпорядкований Головному управлінню військового постачання (ГУВС), пізніше перейшов до складу Головного управління таборів промислового будівництва (ГУЛПС) і надалі увійшов у підпорядкування 6-го спеціального відділу МВС СРСР.
Максимальна одноразова кількість ув'язнених досягало 4600 чоловік.
ВТТ № 11 закритий в 1951 або 1952 році.

## Виконувані роботи
- видобуток радіоактивної руди Б-9 в Алданському р-ні,
- геологорозвідувальні роботи на розсипних родовищах, розвідка Чульманського вугільного родовища,
- буд-во та експлуатація шліхопромивної фабрики і збагачувальних ф-к,
- буд-во житлових і виробничих приміщень в сел. Чульман,
- лісозаготівлі,
- буд-во ЛЕП Чульман — об'єкт № 5